# Libération prolongée
 (octobre 2023).
Si vous disposez d'ouvrages ou d'articles de référence ou si vous connaissez des sites web de qualité traitant du thème abordé ici, merci de compléter l'article en donnant les références utiles à sa vérifiabilité et en les liant à la section « Notes et références ».
Une forme galénique à libération prolongée, ou LP, permet l'absorption régulière et soutenue dans le temps du principe actif d'un médicament.

## Formes orales
Elles sont souvent gastro-résistantes. En effet, une dissolution du comprimé ou de la gélule dans l'estomac expose le principe actif à des acides forts susceptibles de le dissoudre rapidement. On choisit donc une formulation qui va se faire digérer durant le temps intestinal du transit et on la rend résistante au passage de l'estomac.
Il existe plusieurs manières d'obtenir une forme LP, mais ce n'est pas spécifiquement au moment de l'absorption qu'il va falloir jouer. Par exemple, en rajoutant certains groupements sur une molécule, le métabolisme de la molécule sera plus long. Ainsi, la molécule (qui serait dans ce cas-là un précurseur du principe actif) restera plus longtemps dans la circulation générale (dans le cas d'un passage par voie systémique). Il y aura bien une libération prolongée du principe actif.

## Formes injectables
Les injectables à libération prolongée (formes intra-musculaire, intra-articulaire, implants, ...) peuvent, par contre, contrer des biodisponibilités fort différentes entre elles et par rapport à la forme intra-veineuse en bolus. Ceci ne signifiant pas nécessairement des effets thérapeutiques essentiellement différents ou nécessairement supérieurs ou inférieurs.